# Линц-Ланд
Линц-Ланд (нем. Bezirk Linz-Land) — округ в Австрии. Центр округа — город Линц. Округ входит в федеральную землю Верхняя Австрия. Занимает площадь 460,25 кв. км. Население 129 059 чел. Плотность населения 280 человек/кв.км.

## Административные единицы
Общины
1. Альхаминг (1 028)
2. Астен (6 047)
3. Эггендорф (698)
4. Харгельсберг (1 084)
5. Хофкирхен (1 394)
6. Хёршинг (5 241)
7. Кематен-на-Кремсе (2 230)
8. Кирхберг-Тенинг (2 137)
9. Кронсторф (3 005)
10. Нойхофен-на-Кремсе (5 417)
11. Нидернойкирхен (1 782)
12. Офтеринг (1 824)
13. Пашинг (6 134)
14. Пибербах (1 706)
15. Пуккинг (3 478)
16. Санкт-Флориан (5 545)
17. Санкт-Мариен (4 144)
18. Вильхеринг (5 222)

Города
1. Ансфельден (15 650)
2. Леондинг (22 269)
3. Энс (10 639)
4. Траун (25 145)